# Државна црква Римског царства
Државна црква Римског царства представља цркву коју су одобрили римски цареви након што је Теодосије I издао Солунски едикт 380, којим је призната католичност никејских хришћана у Великој цркви као државне религије Римског царства. Већина историчара Никејску цркву повезује са царевима на различите начине: као католичку цркву, православну цркву, царску цркву, царску римску цркву или византијску цркву, иако се неки од тих израза користе и за шире заједнице изван Римског царства. Православна црква, Древноисточна црква и Католичка црква тврде да представљају континуитет Никејске цркве којој је Теодосије додијелио признање, али не сматрају да је она творевина Римског царства.
Раније у 4. вијеку, након Диоклецијанових прогона (303—313) и донастичке контровезе која је настала као посљедица, Константин Велики је сазвао епископске саборе да дефинишу ортодоксну хришћанску вјеру и прошире раније хришћанске саборе. Низ васељенских сабора које су сазивали узастопни римски цареви састали су се током 4. и 5. вијека, али је хришћанство наставило да трпи расцјепе и расколе око теолошких и христолошких доктрина аријанства, несторијанства и миафизиства. У 5. вијеку Западно римско царство пропада као политички субјекат; освајачи су опљачкали Рим 410. и 455, а Одоакар, аријски варварски војсковођа, приморао је Ромула Августула, посљедњег номиналног западног цара, да абдицира 476. године. Међутим, осим горе наведених раскола, црква као институција била је у заједништву, можда и без напетости, између Истока и Запада. У 6. вијеку византијска војска под царем Јустинијаном I повратила је Италију и друге регије западног Средоземља. Византија је убрзо изгубила већину ових територија, али је задржала Рим, као дио Равенског егзархата, до 751, период у црквеној историји познат као византијско папство. Рана муслиманска освајања од 7. до 9. вијека започела су поступак претварања хришћанског свијета на Леванту, Блиском истоку, сјеверној Африци, регијама јужне Италије и Пиринејског полуострва у исламски, строго ограничавајући досег и Византије и њене цркве. Хришћанска мисионарска дјелатност усмјерена из пријестонице Константинопоља (Цариграда) није довела до трајног проширења формалне везе између цркве и византијско цара, будући да су подручја изван политичке и војне контроле Византије успоставила засебне цркве, као нпр. Бугарска 919. године.
Јустинијан I, који је постао цар 527, признао је патријархе Рима, Цариграда, Александрије, Антиохије и Јерусалима као врховне власти у халкидонском црквеном устројству (пентархија). Међутим, Јустинијан је задржао „право и дужност да својим законима регулише најситније детаље богослужења и дисциплине, као и да диктира теолошка мишљења којих ће се држати у Цркви”.
У Јустинијаново вријеме, хришћанска црква није била у потпуности под царевом контролом чак ни на истоку: Древноисточне цркве су се отцијепиле, одбациле Халкидонски сабор 451, а присталице царске цркве назвали су „мелкитима”, од сиријске ријечи malkâniya („царски”). У западној Европи, хришћанство је углавном било подређено законима и обичајима народа које нису били одани цару у Цариграду. Док су папе источног поријекла која је цар именовао или их је барем потврдио и даље биле лојалне њему као свом политичком господару, одбијали су да прихвате његову власти у вјерским питањима или његов ауторитет током сабора, као што је било на Хијеријском сабору 754. које су сазвале царске власти. Папа Гргур III (731—741) био је посљедњи римски епископ који је затражио од византијског цара да потврди његов избор. Када је папа Лав III крунисао Карла Великог 25. децембра 800. за „цара Римљана”, политички раскол између Истока и Запада постао је неопозив. Духовно, халкидонско хришћанство опстало је, барем у теорији, као јединствена цјелина све до Великог раскола и његове формалне подјеле међусобном екскомуникацијом Рима и Цариграда 1054. године. Царство је коначно пропало након што су муслимански Османски Турци освојили Цариград 1453. године.
Брисање граница царства од стране Германа и избијање мисионарске дјелатности међу тим народима, који нису имали непосредне везе с царством, и међу пиктским и келтским народима који никада нису били дио Римског царства, подстицала је идеја опште цркве без повезивања са одређеном државом. Као супротност, „у источноримском или византијском погледу, када је Римско царство постало хришћанско, постигнут је савршени свјетски поредак који је Бог желио: једно суверено саборно царство, а са њим је и једна саборна црква”; а црква се, све до краха Византије 1453, психолошки спојила с царством до те мјере да је за епископе било незамисливо никејско хришћанство без цара.
Насљеђе идеје саборне цркве наставља се у данашњој Православној цркви, Католичкој цркви, Древноисточној цркви и Цркви Истока. Многе друге цркве, као што је Англиканска заједница, тврде да насљеђују ову саборну цркву.

## Историја
(Нису приказане неникејске, антитринитаријане и неке ресторационе деноминације.)

### Рано хришћанство у односу са државом
Пред крај 1. вијека римске власти су признале хришћанство као религију одвојену од јудаизма. Разлици, можда већ примијењеној у пракси за вријеме Великог римског пожара 64. године, званичан статус додијелио је цар Нерва око 98. дозвољавајући хришћанима изузеће од плаћања Fiscus Judaicus, годишњег пореза за Јевреје. Плиније Млађи, који је био пропретор у Битинији 103. године, у својим писмима Трајану претпоставио је да се хришћани не сврставају међу Јевреје, зато што не плаћају порез.
Будући да је плаћање пореза био један од начина на који су Јевреји показали своју добру вољу и лојалност према царству, хришћани су морали да преговарају о својим алтернативама за учешће у царском култу. Њихово одбијање да обожавају римска божанства или да одају почаст цару као божанству довело је до повремених прогона и мучеништва. Црквени отац Тертулијан, на примјер, покушао да је да докаже да хришћанство није по себи издајничко и да хришћани могу понудити свој властити облик молитве за добробит цара.
Хришћанство се нарочито проширило у источним дијеловима царства и изван његових граница; на западу је у почетку ширење било ограничено, али су се значајне хришћанске заједнице појавиле у Риму, Картагини и другим урбаним центрима, а до краја 3. вијека хришћанство је постала доминантна религија у некима од њих. Према неким процјенама, хришћани су чинили приближно 10% становништва Рима до 300. године. Према Вилу Дјуранту, хришћанска црква је превагнула над паганизмом јер је нудила много привлачнију доктрину и зато што су се црквени поглавари боље бавили људским потребама од својих супарника.
Јерменско краљевство, номинално римска клијентска краљевина којом је владала партска династија, постала је 301. прва нација која је прихватила хришћанство као своју државну религију.

### Успостављање и раније спорови
| Закедница                             | Главне цркве                                                                             | Примарни центри                                                                                          |
| ------------------------------------- | ---------------------------------------------------------------------------------------- | --- |
| Халкидонско хришћанство (послије 451) | Католичка/Православна црква Грузинска црква Црква Картагине Црква Кипра Маронитска црква | Рим, Александрија, Антиохија, Цариград, Грузинске краљевине (Колхида и Иберија) Картагина Кипар Феникија |
| Несторијанизам (послије 431)          | Персијска црква                                                                          | Сирија, Индија, Кина Сасанидско царство (Персија)                                                        |
| Миафизитизам (послије 451)            | Јерменска црква Коптска црква Сиријска црква Етиопска црква                              | Јерменија, Сирија, Египат                                                                                |
| Донатизам (увелико окончан након 411) |                                                                                          | Сјеверна Африка                                                                                          |
| Аријанизам                            |                                                                                          | дијелови Источног римског царства до 380. Готска племена                                                 |

Софијским едиктом 311. умирујући цар Галерије окончао је Диоклецијански прогон (вјерује се да га је он подстакао), а цар Константин Велики је издао Милански едикт 313, који је хришћанима и другима дато „право на отворено и слободно поштовање њиховог богослужења”.
Константин је почео користити хришћанске симболе, као што је Христов монограм, још током своје владавине, али је и даље охрабривао традиционалне римске вјерске праксе, укључујући обожавање Сунца. Константин је 330. успоставио град Константинопољ (Цариград) као нову пријестоницу Римског царства. Град ће постепено постајати интелектуално и културно средиште хришћанског свијета.
Током 4. вијека хришћанску цјелину изједале су расправе око ортодоксије (правовјерја), односно расправе о томе које су вјерске доктрине исправне. Почетком 4. вијека, група у сјеверној Африци, касније позната као донатисти, која је вјеровала у врло ригидно тумачење хришћанства које је искључивало многе који су напустили вјеру током Диоклецијановог прогона, створила је крузу у западном дијелу царству.
Синоди је одржани у Риму 313, а затим у Арлу 314. године, одлучили да је донатистичка вјера јерес и, када су сљедбеници одбили да се јереси одрекну, Константин је покренуо први прогон хришћана од стране хришћана и започео царско мијешање у хришћанску теологију. Међутим, за вријеме цара Јулијана, донатисти, који су 30 година чинили већинску групу у римској провинцији Африка, добили су званично одобрење.

#### Расправе међу хришћанима
Хришћански научници и становништво царства све више су били уплетени у расправе о христологији (тј. о природи Исуса Христоса). Мишљења су се кретала од вјеровања да је Исус потпуни човјек до увјерења да је потпуно божанство. Најупорнија расправа била је између хомоузијског гледишта (Отац и Син су једна супстанца), дефинисаног на Никејском сабору 325, коју је заговарао Атанасије Александријски, и аријанског става (Отац и Син су слични, али је Отац већи од Сина). Цареви су се због тога све више мијешали у све подјељенију рану цркву.
Константин је подржао Никејски симбол вјере у Никеји, али га је на самрти крстио Јевсевије Никомидијски, епископ који је имао симпатије према аријанству. Његов насљедник Констанције II подржао је аријанске ставове: под његовом влашћу одржан је Цариградски сабор 360. на којем је подржао аријанско гледиште. Након Јулијановог интерлудија, којим је хтио да се врати паганској грчко-римској религији, запад се држао Никејског симбола вјере, док је аријанизам или полуаријанизам био доминантан на истоку (за вријеме цара Валенса) све док цар Теодосије I није сазвао Цариградски сабор 381, који је потврдио никејски став и одбацио аријанско гледиште. Овај сабор је додатно одредио дефиницију ортодоксије, издавањем Никејско-цариградско симбола вјере.
Теодосије I је Солунским едиктом 27. фебруара 380. успоставио никејско хришћанство као званичну државну религију, резервишући за своје сљедбенике титулу католичких хришћана и изјављујући да ће они који не слиједе религију којом су их поучавали римски папа Дамас I и александријски папа Петар II бити сматрани јеретицима.
Теодосије је 391. затворио све „паганске” (нехришћанске и нејеврејске) храмове и формално забранио паганско богослужење.

### Касна антика
Крајем 4. вијека Римско царство је ефикасно подијељено на два дијела, иако су привреда и црква још увијек биле снажно повезане. Двије половине царства одувијек су имале културне разлике, што је нарочито илустровано широко распрострањеном употребом грчког језика у источном дијелу и његовом ограниченом употребом у западом дијелу (грчки, као и латински, коришћен је на западу, али латински је био говорни вернакулар).
До тренутка када је хришћанство постало државна религија царства крајем 4. вијека, научници на Западу су у великој мјери напустили грчки у корист латинског. Чак је и црква у Риму, гдје се грчки наставио користили у литургији дуже него у провинцијама, напустила грчки. Јернонимова Вулгата почела да замјењује старије латинске преводе Библије.
У 5. вијеку доћи ће до даљег разбијања хришћанског свијета. Цар Теодосије II сазвао је два синода у Ефесу, један 431. и један 449, од којих је први осудио учење цариградског патријарха Несторија, док је други подржао учење Евтихија против цариградског патријарха Флавијана.
Несторија је учио да су Исусова божанска и људска природа различите особе, па је стога Марија била Исусова мајка, а не и Божја мајка. Евтихије је, напротив, учио да је у Исусу постоји само једна природа, другачија од људске природе уопште. Први ефешки сабор одбацио је Несторијево гледиште, због чега су цркве око Едеске школе, града на рубу царства, раскинуле са царском црквом (види Несторијански раскол).
Прогоњени унутар Римског царства, многи несторијанци су побјегли у Персију и придружили се Сасанидској црвки (будућа Црква Истока). Други ефешки сабор поджао је Евтихијев став, али га је двије године касније срушио Халкидонски сабор, који је сазвао цар Маркијан. Одбијање Халкидонског сабора довело је до изласка из државне цркве већине хришћана у Египту и многих на Леванту, који су преферирали теологију миафизита.
Тако је, у року од једног вијека од везе коју је Теодосије успоставио између цара и цркве у свом царству, она претрпјела значајно смањење. Они који су подржали Халкидонски сабор постали су у Сирији познати као Мелкити, царска група, сљедбеници цара (на сиријском malka). Овај раскол довео је до независне заједнице цркава, која укључује египатску, сиријску, етиопску и јерменску црква, а које су данас познате као Древноисточне цркве. Упркос овим расколима, халкидонска никејска црква је и даље представљала већину хришћана у сада већ смањеном Римском царству.

#### Пад Западног римског царства
У 5. вијеку Западног римско царство се брзо распало и док краја вијека више није постојало. У року од неколико деценија, германска племена, нарочито Готи и Вандали, освојили су западне провинције. Рим је опљачкан 410. и 455. године, а биће поново опљачкан у наредном вијеку 546. године.
До 476, германски вођа Одоакар освојио је Италију и свргнуо посљедњег западноримског цара Ромула Августула, иако се номинално потчинио Цариграду. Аријанска германска племена успоставила су сопствене системе цркава и епископа у западним провинцијама, али су генерално била толерантна према становништву које је одлучило да остане у заједници са царском црквом. Римски цар Јустинијан I започео је у Цариграду 533. војни поход ради заузимања западних провинција од аријских Германа, почевши од сјеверне Африка па до Италије. Његов успјех у поновном освајању већег дијела западног Средоземља био је привремен. Царство је убрзо изгубило већину ових добитака, али је задржало Рим, као дио Равенског егзархата, до 751. године.
Јустинијан је дефинитивно успоставио цезаропапизам, задржавајући „право и дужност да својим законима регулише најситније детаље богослужења и дисциплине, као и да диктира теолошка мишљења којих ће се држати у Цркви”. Према запису у A Greek–English Lexicon, израз ортодоксан (правовјеран) први пут се појавио у Јустинијановом законику: „Налажемо да све католичке цркве, по цијелом свијету, буду стављене под контролу ортодоксних (правовјерних) епископа који су прихватили Никејски симбол вјере”.
До краја 6. вијека црква унутар царства постала је чврсто везана за царску власт, док је на западу хришћанство углавном било подређено законима и обичајима народа који нису били лојални цару.

### Патријаршије у Царству
Цар Јустинијан I додијелио је пет сједишта патријарсима Рима, Цариграда, Александрије, Антиохије и Јерусалима, који су чинили врховни црквени ауторитет који је покривао цијело царство. Први никејски сабор 325. поново је потврдио да епископ једне провинцијске пријестонице, митрополит, има одређена овлашћења над епископима провинције. Призната је и постојећа надмитрополитска власт сједиштима у Риму, Александрији и Антиохији, а додијељено је посебно признање Јерусалиму.
Цариград је додат на Првом цариградском сабору (381) и добио је власт у почетку само над Тракијом. По канону оспораване ваљаности, Халкидонски сабор (451) је Азију и Понт, који су заједно чинили Анадолију, ставио под јурисдикцију Цариграда, иако је њихова аутономија признат на сабору 381. године.
Рим никада није признао ову пентархију сачињену од пет столица као саставног дијела црквеног устројства. Рим је тврдио да су, у складу са Првим никејским сабором, само три „Петрове” столице — Рим, Александрија и Антиохија — имале праву патријаршијску функцију. Западна црква такође никада није у потпуности прихватила каноне Трулског сабора (692) који је дао црквену санкцију Јустинијановог декрету.
Рана муслиманска освајања територија Александријске, Антиохијске и Јерусалимске патријаршије, чија је већина хришћана у сваком случају изгубљена за православну цркву послије Халкидонског сабора, оставила је само двије патријаршије у стварном дејству, оне у Риму и Цариграду. Папа Гргур III је одолио 732. иконоборачкој политици цара Лава III. Цар је реаговао тако што је 740. пренио под црквену јурисдикцију Цариграда територије у Грчкој, Илирији, Сицилији и Калабрији коју су раније биле под надлежношћу Рима (погледати карту), остављајући римски епископу само незнатан дио земље над којим је царство још увијек имало контролу.
Цариградски патријарх већ је усвојио титулу „васељенског патријарха”, указујући на оно што је сматрао својим положајем у „васељени”, идеалном хришћанском свијету на челу са царем и патријархом царске пријестонице. Такође под утицајем царског модела управљања државног црквом, у којем „цар постаје стварни извршни орган саборне цркве”, пентархијски модел управљања државном црквом назадовао је до монархије Цариградског патријарха.

### Успон ислама
Освајања Праведног калифата почела су да шире утицај ислама изван Арабије у 7. вијеку, а први сукоб са Римским царством био је 634. године. Римско и Сасанидско царство били су ослабљени вишедеценијским међусобним ратом. До краја 7. вијека, Праведни калифат освојио је цијелу Персију и велики дио Византије, укључујући Палестину, Сирију и Египат.
Одједном је велики дио хришћанског свијета био под муслиманском влашћу. Током наредних вијекова узастопне муслиманске државе постале су неке од најмоћнијих у Средоземљу.
Иако је византијска црква полагала вјерски ауторитет над хришћанима у Египту и Леванту, у стварности већина хришћана у овим регијама у то вријеме били су миафизити или сљедбеници других секти. Нови муслимански владари понудили су вјерску толеранцију хришћанима свих секти. Додатно, поданици муслиманске државе могли су бити прихваћени као муслимани једноставно објављивањем вјере у једног бога и поштовањем према Мухамеду (погледати шехадет). Као резултат тога, народи Сирије, Палестине и Египта увелико су прихватили своје нове владаре, а многи су се за неколико генерација прогласили муслиманима. Напади муслимана касније су постигли успјех у дијеловима Европе, нарочито у Хиспанији (погледати Ал Андалуз).

### Ширење хришћанства у Европи
Током 9. вијека, византијски цареви су охрабривали слање хришћанских мисија међу околне народе. Ћирило и Методије послати су 862. у словенске кнежевину Велику Моравску. Већинско словенско становништво Бугарске до тада је било хришћанско, а сам цар Борис I крштен је 864. године. Србија се сматра хришћанском од 870. године. Почетком 867. цариградски патријарх Фотије I писао је да је Кијевска Русија прихватила хришћанство, али је ипак дефинитивно христијанизована тек крајем сљедећег вијека.
Од ових словенских цркава, Црква Велике Моравске је одлучила да се одмах повеже са Римом, а не Цариградом: мисионари послати у Велику Моравску били су на страни римског папе за вријеме Фотијевог раскола (863—867). Након одлучних побједа на Византинцима код Анхијала и Катасиртаија 917, Бугарска је своју цркву прогласила аутокефалном и уздигла је у ранг патријаршије, аутономију коју је признао Цариград 927, а укинуо цар Василије II Бугароубица након што је освојио Бугарску 1018. године.
У Србији, која је постала независна краљевина почетком 13. вијека, српски архиепископ Јоаникије II је 1346. на црквеном сабору у Скопљу уздигнут на ранг патријарха, а Српска архиепископија је уздигнута на достојанство патријаршије, да би могао крунисати за цара Стефана Душана.
Ширење хришћанства у западној и сјеверној Европи почело је много раније, христијанизацијом Ираца у 5. вијеку, Франака крајем 5. вијека, аријских Визигота у Хиспанији убрзо послије и Англосаксонаца на крају 6. вијека. До почетка византијских мисија у средњој и источној Европи, хришћанска западне Европа, упркос томе што су муслимани заузели већи дио Хиспаније, обухвата Франачку и дио Скандинавије, а осим југа Италије, била је независна од Византије и тако је било вијековима.
Ово стање је подстицало идеју јединствене цркве која није повезана ни са једном посебном државом. Много прије пада Византије, Пољска, Угарска и друге средњоевропске државе биле су дио цркве која се ни на који начин није била дио царске цркве и која је, са Великим расколом, чак прекинула општење са њом.

### Велики раскол
Након што су Лонгобарди 751. убили посљедњег равенског егзарха, Рим је престао бити дио Византије. Присиљени да траже заштиту на другом мјесту, папе су се обратиле Францима, а након што је папа Лав III 25. децембра 800. крунисао Карла Великог, пренијели су своју политичку оданост на супарничког римског цара. Спорови између римског папе, која је полагала ауторитет над свим другим сједиштима, и цариградског патријарха, који је сада био без премца у царству, кулминирали су можда неизбјежном међусобном екскомуникацијом 1054. године.
Заједницу са Цариградом прекинула је већина европских хришћана, изузев оних којима је владала Византија (укључујући Бугаре и Србе) и тек настале руске цркве, која је тада била митрополија Цариградске патријаршије. Ова црква постала је аутокефална 1448, само пет година прије слома Византије, након чега су османске власти све своје православне поданике било које националности уврстиле у један милет на челу са цариградским патријархом.
Западњаци који су основали крсташке државе у Грчкој и на Блиском истоку именовали су латинске (западне) патријархе и друге архијереје, дајући тако расколу конкретну стварност и постојаност. Напори су направљени 1274. (Други лионски сабор) и 1439. (Фирентински сабор) да се обнови заједништо између Истока и Запада, али је договоре постигнуте од стране источних делегације и царева одбацила велика већина византијских хришћана.
На Истоку, идеја по којој је византијски цар на челу свих хришћана постојала је међу црквењацима све док је царство постојало, чак и када је његова стварна територије сведена на околину Цариграда. Само 60 година прије пада пријестоница, тј. 1393. године, цариградски патријарх Антоније IV писао је московском и владимирском кнезу Василију I бранећи литургијски помен у руским црквама византијског цара на основу тога што је „цар (βασιλεύς) и аутократор Римљана, то јест свих хришћана”. Према патријарху Антонију „немогуће је да хришћани имају Цркву, а немају цара. Јер царство и Црква имају велико јединство и заједништво, и није их могуће раздвојити” и да „свети цар није попут владара и управника других крајева”.

## Насљеђе
Након Великог раскола 1054, различити цареви су повремено, али без успјеха, покушавали да поново уједине хришћански свијет, позивајући се идеју хришћанског јединства између Истока и Запада у покушају да добију помоћ од папе и западне Европе у борби против муслимана који су постепено освајали територију царства. Периода крсташких ратова против муслимана прошао је прије него што је одржан чак и први од два сабора за поновно уједињење.
Чак и када је их је цар прогањао, Источна црква је, према Георгију Пахимеру, „није бројала дане до кад се требају ослободити свог цара (јер нису могли више живјети без цара као тијело без срца), него садашње несреће”. Црква се психолошки спојила у главама источних епископа са царством до те мјере да им је било тешко замислити хришћанство без цара.
У западној Европи, с друге стране, идеја саборне цркве повезане са византијским царем замијењена је оном у којој је римска столица врховна. Припадност саборној цркви замијенило је држављанство у јединственом царству. Широм Европе, од Италије до Ирске, формирало се ново друштво усредсређено на хришћанство.
Западна црква је нагласила израз католички у свом идентитету, истичући саборност, док је Источна црква нагласила израз ортодоксни у свом идентитету, тврдњу да се држи правовјерног (истинског) Исусовог учења. Обје цркве тврде да су јединствени наставак претходне уједињене државне халкидонске и никејске цркве, чије су основне доктринарне формулације задржале и многе цркве произашле из протестантске реформације, укључујући лутеранизам и англиканизам.